# URADOL
『URADOL』（うらどる）は、『eternal voyage』によるドラマCDシリーズ。 

## 略歴
- 2022年
  - 11月：アニメイトガールズフェスティバル2022（AGF2022）ステージ「完全新作コンテンツ制作発表」にて「eternal voyage」の新作コンテンツとして発表

## キャスト
- 伊住京章 - KENN
- 藤崎蘭万 - 前野智昭
- 宇佐美累 - 羽多野渉
- 夏原唯士 - 仲村宗悟
- 桐ケ谷元 - 堀江瞬
- 伊集院楓 - 岡本信彦

## スタッフ
- キャラクターデザイン - 山田シロ
- ディレクター＆シナリオ - 東妻リョウ

## ディスコグラフィ
| 発売日         | タイトル              | 収録内容               | 備考 |
| -------------- | --------------------- | ---------------------- | --- |
| 2023年1月27日  | stage/opening         | ドラマ＋楽曲「Bright」 | メーカー封入特典アイドルカード1枚（全3種からランダム1枚）アニメイト特典投票券キャストコメントシリアルコード                                                                                                   |
| 2023年2月17日  | ポケドラ限定ドラマ    | ドラマ                 | |
| 2023年6月30日  | Stage/moving オモテ盤 | ドラマ＋楽曲           | メーカー特典 ・アイドルカード1枚（全3種からランダム1枚） ・投票券 ・スリーブ アニメイト同時購入特典 ・キャストコメントシリアルコード アニメイト特典 ・トークイベント参加応募券 ステラワース特典 ●書き下ろしSS |
| 2023年6月30日  | Stage/moving ウラ盤   | ドラマ＋楽曲           | メーカー特典 ・アイドルカード1枚（全3種からランダム1枚） ・投票券 ・スリーブ アニメイト同時購入特典 ・キャストコメントシリアルコード アニメイト特典 ・トークイベント参加応募券 ステラワース特典 ●書き下ろしSS |
| 2023年11月24日 | Stage/trying オモテ盤 | ドラマ＋楽曲           | メーカー特典 ・アイドルカード1枚（全3種からランダム1枚） ※柄はオモテ盤ウラ版共通 ・投票券 ・スリーブ アニメイト同時購入特典 ・キャストコメントシリアルコード ステラワース特典 ・書き下ろしSS                  |
| 2023年11月24日 | Stage/trying ウラ盤   | ドラマ＋楽曲           | メーカー特典 ・アイドルカード1枚（全3種からランダム1枚） ※柄はオモテ盤ウラ版共通 ・投票券 ・スリーブ アニメイト同時購入特典 ・キャストコメントシリアルコード ステラワース特典 ・書き下ろしSS                  |

## イベント
- 2022年11月5日：アニメイトガールズフェスティバル2022（AGF2022）ステージ「完全新作コンテンツ制作発表」@としま区民センター